# Gymnoscelis rousseli
Gymnoscelis rousseli är en fjärilsart som beskrevs av Louis Beethoven Prout 1935. Gymnoscelis rousseli ingår i släktet Gymnoscelis och familjen mätare. Inga underarter finns listade i Catalogue of Life.